# Джон Мейоу
Джон Мейоу (англ. John Mayow, 1641 — 1679) — англійський хімік і лікар, відомий дослідженнями дихання й природи повітря. На основі дослідів показав, що у повітрі міститься газ, що підтримує горіння і є необхідним для дихання тварин. Був членом Королівського товариства.

## Біографія
Довгий час вважалося, що Джон Мейоу народився у Лондоні. Однак останні дослідження його біографії показали, що Джон Мейоу народився у 1641 році у Корнуолі, у заможній і впливовій родині. Його батько, Филип Мейоу, був джентрі. У 1658 році, у віці 17 років, Джон вступив у Водам-коледж у Оксфорді. 1660 року перевівся до оксфордського Коледжу Всіх Душ. Він закінчив юридичний факультет (бакалавр з 1665, доктор з 1670), але своєю професією зробив медицину, якою завжди цікавився, і став відомий медичною практикою, особливо в літню пору, в місті Бат. У 1678 році, за пропозицією Роберта Гука, Мейоу був обраний членом Королівського товариства. У наступному році, скоро після шлюбу, він помер в Лондоні і був похований в церкві Святого Павла у Ковент-Гарден.

## Наукові дослідження

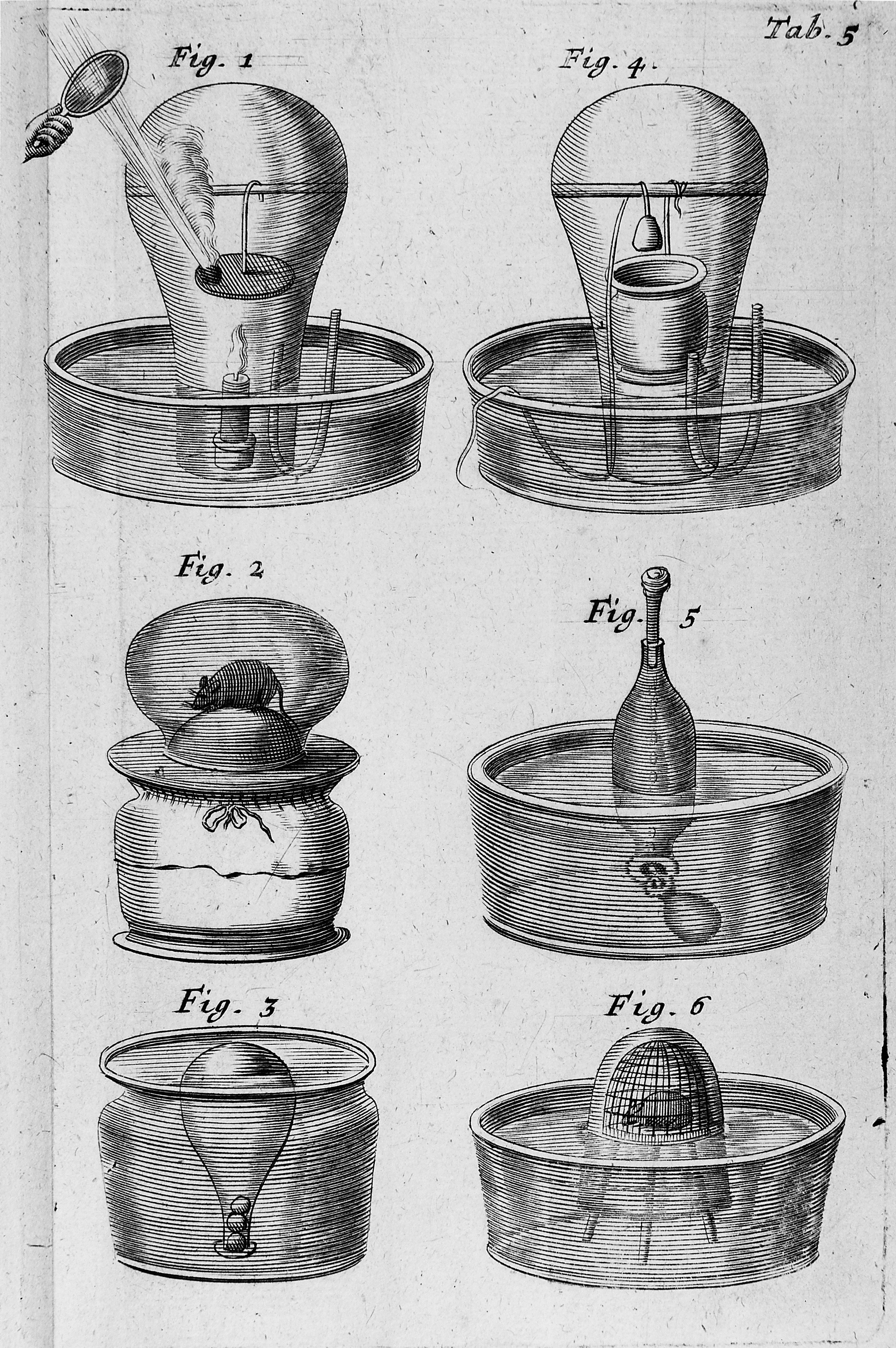
Апарати Мейоу для дослідження газів і процесів горіння.

На основі дослідів Д. Мейоу показав, що у повітрі міститься газ, що підтримує горіння і є необхідним для дихання тварин. Він назвав його «селітряно-повітряним спиритом» або «нітро-повітрям» («spiritus igneo-aereus» або «nitro-aereus»). Д. Мейоу вважав, що те, що залишається після видалення з повітря селітряно-повітряних часточок, є чимось абсолютно відмінним від звичайного повітря, воно гасить полум'я, не здатне підтримувати горіння камфори і не підтримує життя. Це був перший натяк на існування азоту в повітрі. Під дією «повітряного спирту селітри» відбуваються такі процеси як горіння, дихання, скисання пива, вина. Д. Мейоу вносив запалену свічку під ковпак, заповнений повітрям і ізольований від атмосфери водою. Через деякий час свічка згасала. При цьому повітря під ковпаком вже більше не підтримувало горіння. Вмістивши одночасно під ковпак запалену свічку й мишу, Д. Мейоу помітив, що тривалість горіння і тривалість життя тварини під ковпаком скорочувалася приблизно в два рази. З цих дослідів він зробив висновок, що якась складова частина повітря (не все повітря) необхідна і для горіння, і для дихання. Д. Мейоу припустив, що легені відокремлюють цю складову повітря від атмосфери і передають її в кров. Крім того, Д. Мейоу зробив висновок, що вона необхідна для всіх м'язових рухів, і він думав, що є підстави вважати, що скорочення м'язів відбувається шляхом об'єднання складової повітря з частинками палива в організмі; отже, серце, будучи м'язами, перестає битися, коли дихання зупиняється. Тепло тварин також пов'язано з об'єднанням часточок «нітро-повітря», вдихаємого з повітрям, з горючими часточками в крові, і, крім того, тепло утворюються за рахунок об'єднання частинок цих двох речовин в м'язах під час інтенсивних навантажень.
Ще до Д. Мейоу було відомо, що при нагріванні багатьох речовин їхня маса зменшується (наприклад, як при випалюванні вапняку), а при нагрівнні металів, навпаки, зростає (це викликано утворюенням жужелиці). Перший факт не викликав здивування і пояснювався виходом з речовин якихось його складових, натомість другий факт здавався дивним. Пояснити його намагалися В. Бірінгуччо (1540), Ж. Рей (1630). На думку Д. Мейоу, часточки «повітряного спирту» вступають у з'єднання з металами при їх нагріванні і тим самим збільшують масу металів.
Д. Мейоу встановив, що активна складова повітря, що підтримує горіння і дихання, становить приблизно п'яту частину повітря.
Висновок Д. Мейоу про те, що при горінні і диханні витрачається не все повітря, а тільки частина, яка «являє собою джерело життя й дихання», представляє великий історичний інтерес. Це був крок на шляху до кисневої теорії А. Лавуазьє і його вчення про багатоструктурний склад повітря. Цілком імовірно, що Лавуазьє був знайомий з роботами Д. Мейоу бо в його бібліотеці була книжка британського дослідника.

## Твори
У 1668 році Д. Мейоу видав два трактати, що стосувалися дихання і рахіту. Пізніше, у 1674 році ці два трактати (з виправленнями і доповненнями) та ще три трактати — «Про селітру і селітряно-повітряний спірит» (лат. "De sal-nitro et spiritu nitro-aereo"), «Про дихання плоду в утробі матері і яйці» (лат. "De sal-nitro et spiritu nitro-aereo") та «Про м'язовий рух і дихання тварин» (лат. "De motu musculari et spiritibus animalibus") були видані під спільною назвою «П'ять медико-фізичних трактатів» (лат. "Tractatus quinque medico-physici").

## Виноски
1. ↑  LIBRIS — Королівська бібліотека Швеції, 2010.
2. 1 2 3 4 5   Chisholm, Hugh, ed. (1911). «Mayow, John». Encyclopædia Britannica (11th ed.). Cambridge University Press. (англ.)
3. 1 2  Richard S. Westfall. Mayow [Mayouwe, Mayo], John. The Galileo Project. Rice University. Архів оригіналу за 4 березня 2016. Процитовано жовтень 2016. {{cite web}}: Зовнішнє посилання в |work= (довідка) (англ.)
4. ↑  Proctor, Donald F. (1995). A History of Breathing Physiology. New York: Marcel Dekker, Inc. ISBN 0-8247-9653-5. Процитовано 11 лютого 2008.
5. ↑  Wood, A. A. (1817). Athenae Oxonienses. An Exact History of all the Writers and Bishops who Have Had Their Education in the University of Oxford. London = volume III: F., C. & J. Rivington. с. 1199.